# 滿洲國尚書府
滿洲國尚書府為滿洲國皇帝的直轄機關，相當於日本的内大臣府。

## 概要
負責保管玉璽等重要印章以及詔書、敕書等宮廷文書的機關，由尚書府大臣及以下數名職員負責。

## 歷代尚書府大臣
1. 郭宗熙
2. 袁金鎧
3. 吉興